# Jesse James (entreprenör)
Jesse Gregory James, född 19 april 1969 i Lynwood, Los Angeles County, Kalifornien, är en amerikansk entreprenör och TV-personlighet. James har varit programledare för dokusåporna Jesse James is a Dead Man (sänd på Spike TV) och Monster Garage  (Discovery Channel). James huvudsakliga verksamhet har kretsat kring företag med koppling till motorcyklar, och han är chef för West Coast Choppers och tidigare delägare av Austin Speed Shop.
James är kanske internationellt mest känd för sitt äktenskap med skådespelerskan Sandra Bullock 2005–2010. Han har tidigare bland annat varit gift med Janine Lindemulder och är sedan 2022 make till Alaina James (mer känd som Bonnie Rotten).

## Biografi
Jesse James föddes i Los Angeles-förorten Lynwood. Hans föräldrar skilde sig redan under hans barndom, och han kom därefter att uppfostras av fadern Larry (antikvitetshandlare). Uppväxten var otrygg med återkommande fysisk eller emotionell misshandel.
Faderns antikvitetshandel var belägen intill en reservdelsförsäljare till Harley-Davidson, och den unge James var från tidig ålder fascinerad av motorcyklar. När han var sju år köpte hans far en liten motocrossmotorcykel till honom, och pojken ägnade därefter en stor del av sin tid på motorcykel eller med att meka med olika saker.
James studerade vid La Sierra High School i Riverside, där han även var framgångsrik som del av skolans football-lag. Efter ha gått ut high school 1987 fortsatte han på Riverside Community College och blev där medlem i collegelaget. I hans football-drömmar ingick att så småningom få chansen i NFL, men efter två skadefyllda säsonger lämnade han både laget och college.

### Karriär
Jesse James gjorde ytterligare ett försök att spela football, i samband med studier på University of California i Riverside där han spelade som "outside linebacker" i skolans lag. Två separata skador tvingade honom dock att överge även de planerna och att inleda sitt yrkesliv. Han var engagerad i det alternativa musiklivet i Los Angeles-området, och som 19-åring började han som dörrvakt och senare livvakt för band som Slayer och Soundgarden.
1993 föll James ner från scenen i samband med en konsert, varvid han vred sin ena armbåge ur led. Under den påtvingade sjukledigheten började han istället göra upp planerna på starta tillverkning och ombyggnad av motorcyklar (jämför chopper och bobber), och började som lärling hos företagaren Ron Simms. Därefter (alternativt 1992) öppnade han sin egen verkstad – West Coast Choppers – inledningsvis i hans mors garage och därefter i en mindre verkstadslokal i Long Beach.
James liv som småföretagare förändrades radikalt 2000, när Discovery Channel valde West Coast Choppers som platsen för inspelningen av den dokumentära TV-serien Motorcycle Mania. Med den nationella uppmärksamheten vidareutvecklade han företaget med en rad kändisar som kunder, och han har byggt motorcyklar för bland andra Tyson Beckford, Kid Rock, Keanu Reeves och Shaquille O'Neal. Vid sidan av det rena verkstadsarbetet tillkom försäljning av märkeskläder ("Jesse's Girl"), tidningen Garage, fanklubben Chopperdogs och snabbmatsrestaurangen Cisco Burger. Cisco Burger öppnade 28 april 2006, på andra sidan gatan från West Coast Choppers, och har sedan dess lagts ner. James var även delägare till Austin Speed Shop i Austin, Texas, en verkstad som han lämnade 2013 i samband med det planerade återöppnandet av West Coast Choppers i hans nya bostadsort Austin.

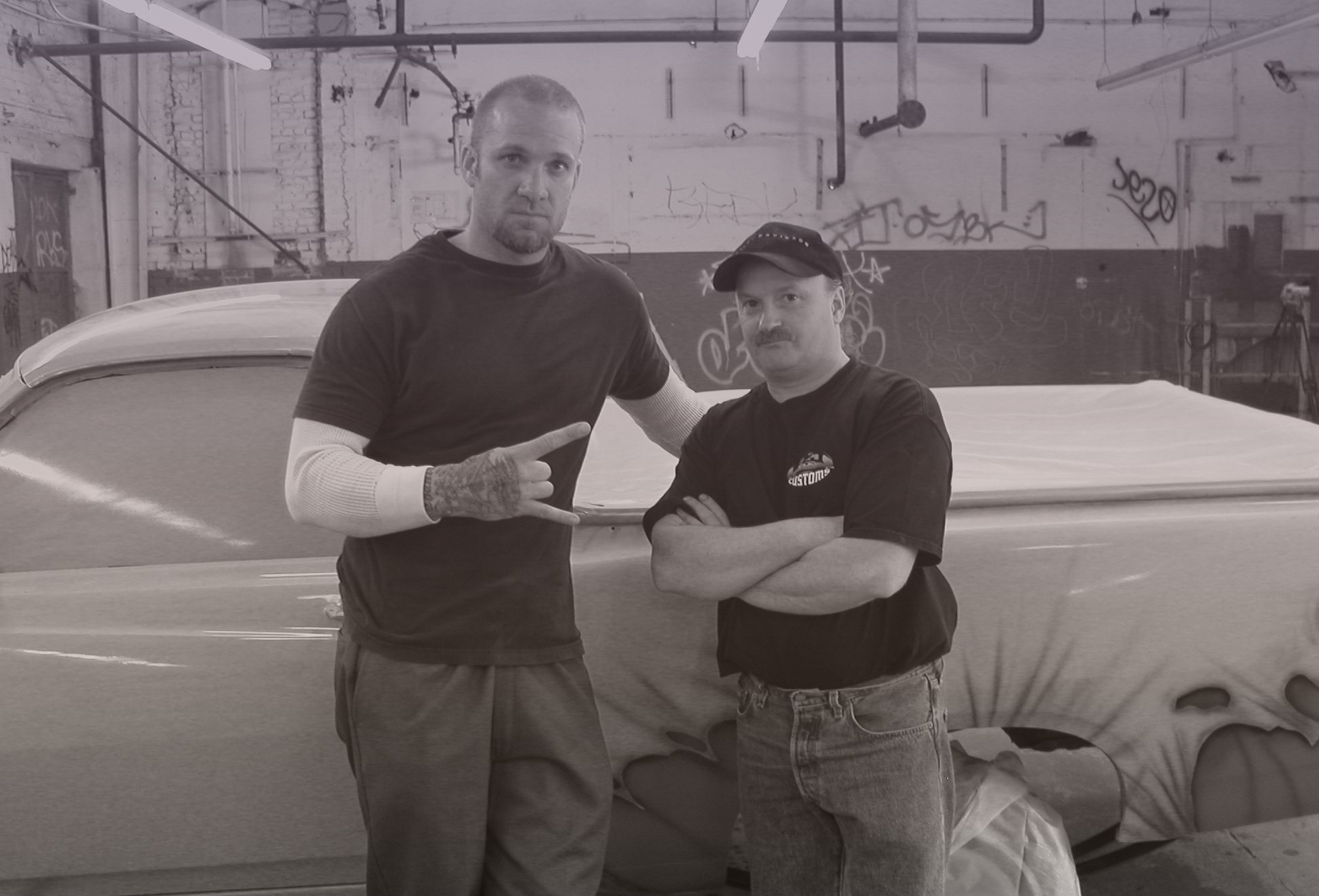
James (t.v.) vid inspelning av Monster Garage, 2003.

Efter framgången med Motorcycle Mania gav Discovery James chansen att under åren 2002–2006 att leda realityprogframmet Monster Garage. Där följde man James och hans mekaniker under arbetet med att bygga om olika typer av fordon på ofta oväntade sätt. I ett avsnitt konverterades en skolbuss till en ponton. Andra TV-produktioner med Jesse James har inkluderat History of the Chopper, Iraq Confidential with Jesse James och Green Scream – där James siktade på att slå hastighetsrekordet på land med en vätgasdriven bil. I History of the Chopper framgår också James relation till Hells Angels.

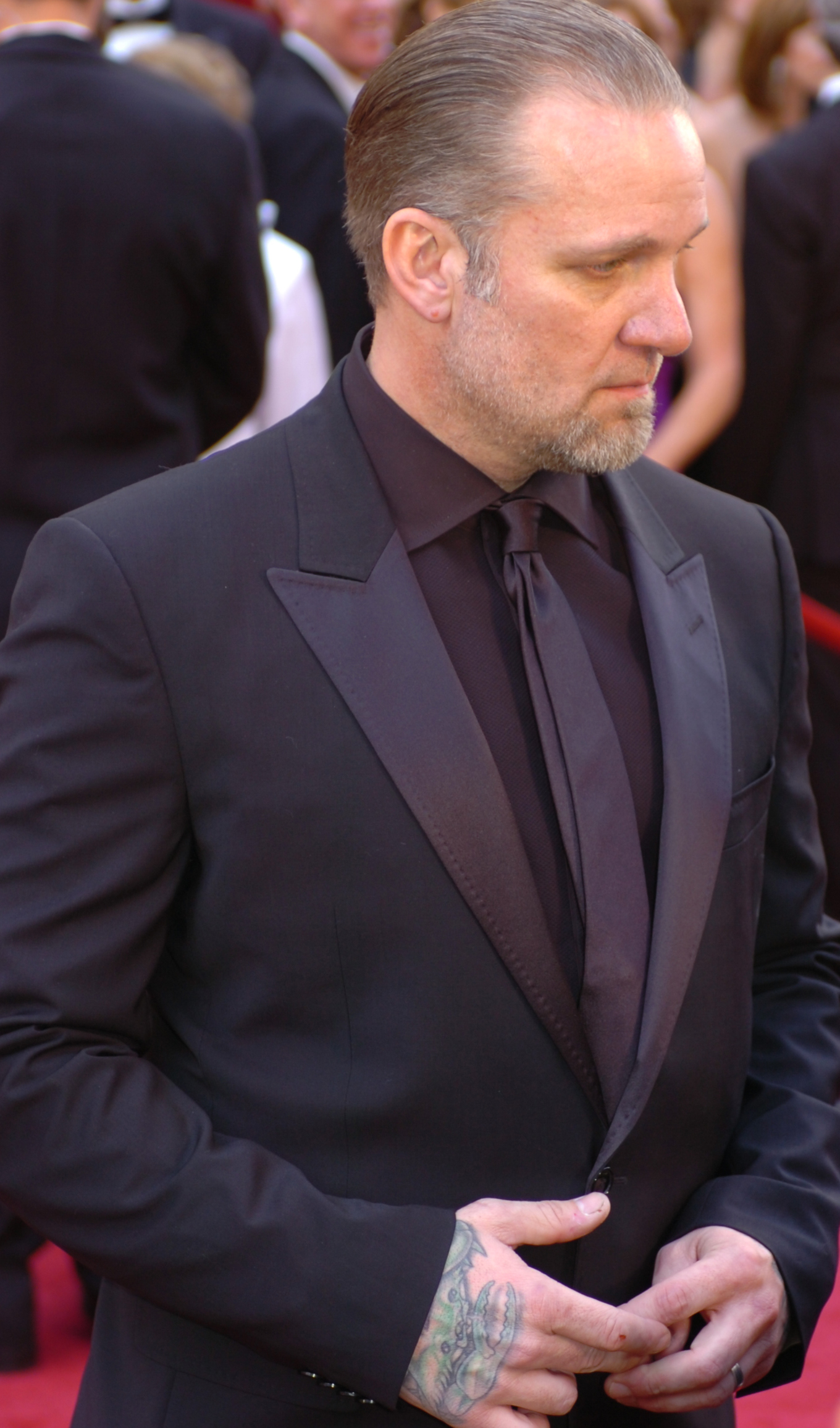
James på 2010 års Oscarsgala.

James återvände 2009 till reality-TV-genren, som deltagare i NBC-programmet Celebrity Apprentice. I TV-showen Jesse James Is a Dead Man, som hade premiär 31 maj 2009 på Spike TV, genomförde han olika våghalsiga stunts. Samma år syntes han i ett avsnitt av Street Customs.
2012 deltog James i ett avsnitt av TV-serien Sons of Guns, inriktat på vapen och vapenhistoria. Året därpå fortsatte han på detta yrkesspår som ägare till vapenfirman Jesse James Firearms Unlimited. I november samma år presenterade han företagets två första eldvapen – en 1911-pistol och en AR-15-automatkarbin.

## Privatliv
Jesse James hävdar att han är ättling i femte led till kusinen till den legendariske revolvermannen Jesse James. Detta släktskap har dock aldrig gått att bevisa, och James har själv aldrig bidragit med närmare information om släktträdet.
James turbulenta privatliv har i perioder varit minst lika omskrivet som hans karriär i TV och som motorcykelbyggare. Han gifte sig första gången 1991, och fram till skilsmässan 2002 fick paret två söner. 2002 gifte han sig med porrskådespelerskan Janine Lindemulder, med vilken han fick en dotter innan äktenskapet upplöstes 2004. Dottern var senare föremål för en vårdnadstvist, men sent 2009 tilldömdes Jesse James den fulla vårdnaden av sin dotter med besöksrätt för Lindemulder.
2005 gifte han sig med Hollywoodstjärnan Sandra Bullock, och det äktenskapet höll fram till 2010. De två träffades i samband med hennes och hennes gudsons besök på inspelningsplatsen för Monster Garage. Kort efter att Bullock 2010 vunnit Oscar för bästa kvinnliga skådespelare, för sin roll i The Blind Side, spreds rykten om att James haft en utomäktenskaplig förbindelse med ett antal olika kvinnor – inklusive modellen Michelle McGee. Ryktena bekräftades av James själv, och Bullock och James skilde sig i juni samma år.
Därpå följde en månads vistelse på en rehabiliteringsklinik i Arizona, för aggressionsbehandling och behandling för sexmissbruk och hantering av barndomstrauman. Därefter hade han flera förhållanden under de kommande åren. 2013 gifte han sig med dragracing-föraren Alexis DeJoria, ett äktenskap som varade fram till 2020.
Jesse James inledde hösten 2021 ett förhållande med före detta porrskådespelerskan och senare tävlingsskytten Bonnie Rotten. De gifte sig 25 juni 2022.